# Anepsion buchi
Anepsion buchi är en spindelart som beskrevs av Pater Chrysanthus 1969. Anepsion buchi ingår i släktet Anepsion och familjen hjulspindlar. Inga underarter finns listade i Catalogue of Life.